# Объёмный звук
Объёмный звук (от англ. Surround Sound — «Сурра́унд Саунд» — «объёмный, окружающий, приходящий со всех сторон звук», вариант: пространственное звучание) — воспроизведение многоканальных фонограмм через систему громкоговорителей, расположенных по окружности от слушателя, а также воспроизведение стерео фонограмм в бинауральном формате через громкоговорители, расположенные с боковых сторон, для получения пространственного (объёмного) звукового эффекта, выражающегося в воссоздании акустической атмосферы в ограниченном пространстве кинозала или комнаты (КдП) домашнего кинотеатра.

## История
Технологии объёмного звука обязаны своим появлением, прежде всего, развитию звукового кино. Разработчики новых систем кинематографа старались повысить зрелищность не только за счёт увеличения экрана, но и за счёт многоканального звуковоспроизведения, когда направление звука совпадает с изображением его источника.
В 1940 году в Нью-Йорке был продемонстрирован первый фильм с объёмным звучанием: «Фантазия» студии Уолта Диснея. Многоканальная система записи и воспроизведения была названа «Фантасаунд» (англ. Fantasound). Звук записывался на 8 дорожек оптической фонограммы переменной ширины: 6 дорожек содержали запись отдельных секций оркестра, седьмая — микс этих шести дорожек и восьмая — весь оркестр для записи реверберации. Эти дорожки позже микшировались на три оптические фонограммы удвоенной ширины, которые вместе с 4 управляющими дорожками печатались на отдельную 35-мм киноплёнку, которая синхронизировалась с цветной фильмокопией. В результате фильм демонстрировался в кинотеатрах, оборудованных от 30 до 80 отдельных громкоговорителей, установленных за экраном и по периметру кинозала, однако сигнал в последние подавался тот же, что и в заэкранные громкоговорители. «Фантасаунд» также отличал широкий динамический диапазон, в сравнении с обычными фильмами, представляющий более полный, энергичный звук. Достигалось это благодаря дополнительным управляющим дорожкам, которые содержали записи изменяющихся тонов, соответствовавших различным уровням звука. Эти сигналы при воспроизведении автоматически регулировали уровень громкости усилителей отдельных звуковых каналов. При этом также снижался уровень шума, таким образом тихие пассажи не заглушались шумами и могли быть усилены без искажений. Систему «Фантасаунд» демонстрировали как чудо техники.
По ряду причин эта технология не получила широкого развития. Затраты кинотеатров на оборудование для проигрывания «Фантасаунда» оказались слишком высоки, а транспортировка и установка всего комплекса занимали слишком много времени, что также было убыточно. К тому же начавшаяся Вторая мировая война приостановила исследования в области объёмного звука.
В сентябре 1952 года в Бродвейском театре Нью-Йорка с колоссальным успехом прошёл показ демо-фильма «Это — „Синерама“» (англ. This Is Cinerama), представляющего новую панорамную кинематографическую систему с горизонтальным углом обзора 146° и 7-канальным звуком. В системе «Синерама» (англ. Cinerama) 5 каналов звука были отведены на панорамирование источников по экрану, а каналы эффектов создавали иллюзию окружающего звука из боковых и тыловых громкоговорителей. Однако, производство фильмов было слишком дорогим, так как для демонстрации фильма требовалось три 35-мм фильмокопии и отдельная 35-мм магнитная фонограмма с 7 дорожками.
Система «Синемаскоп» (англ. CinemaScope) (1953—1967 гг.) представленная компанией Двадцатый Век Фокс содержала 4 магнитных дорожки, наносимых на киноленту по специальной технологии. Для воспроизведения фонограммы в кинопроекторах устанавливался ещё один звукоблок с магнитными головками, а в кинозале монтировались дополнительные громкоговорители. Три канала были фронтальными и один отвечал за окружающий звук. Однако, не все владельцы кинотеатров могли позволить себе дополнительное оборудование, и компания 20th Century-Fox пошла на уступки, добавив обычную оптическую дорожку к фильмокопии. Отечественный формат «Широкий экран» предусматривал аналогичную четырёхканальную магнитную фонограмму, которая в середине 1960-х годов уступила место фильмокопиям с одноканальной оптической дорожкой. Универсальная фонограмма «Magoptic», одновременно снабжённая оптической и магнитными дорожками в СССР не использовалась.
C 1955 года и более чем на 20 лет стандартом многоканальной записи звука к 70-мм кинофильмам стала система «Тодд-АО» (англ. Todd-AO), до появления разработок фирмы Dolby. Фильм «Оклахома!» стал первым в истории широкоформатным фильмом снятым по системе «Tодд-AO». Фильмокопия содержала, помимо изображения, шестиканальную магнитную фонограмму, записанную на четырёх магнитных дорожках. Две из них размещались на широких закраинах 70-мм киноплёнки снаружи перфорации, а две — между перфорацией и изображением. На наружных, более широких дорожках, размещались по два канала, а на внутренних — по одному. Пять громкоговорителей размещались за экраном, а один канал «звуковых эффектов» передавал окружающий звук распределённый вдоль стен зала.
В конце 1950-х годов аналогичные эксперименты были проведены в СССР. Первыми фильмами с 6-канальной стереофонограммой стали мосфильмовские «Поэма о море» и «Повесть пламенных лет», снятые по отечественной широкоформатной системе НИКФИ. В дальнейшем система была усовершенствована компанией Dolby, предложившей заменить два промежуточных фронтальных канала низкочастотными эффектными (система «Dolby Baby Boom»), а затем оставившей только один из них с использованием освободившейся дорожки для дополнительного канала звукового окружения (система «Dolby Split Surround»).
В 1950-е годы немецкий композитор Карлхайнц Штокхаузен экспериментировал и представил электронные композиции, такие как Пение отроков (1955—1956) и Контакты для фортепиано, ударных инструментов и электронных звуков (1958—1960), последняя использовала полностью раздельный и вращающийся квадрофонический звук, создаваемый промышленнымм электронным оборудованием в студии электронной музыки WDR (Западно-Германское радио, Кёльн). «Электронная поэма» Эдгара Вареза совместно с Ксенакисом создана для павильона концерна Philips в 1958 году на Всемирной выставке в Брюсселе, где использовалось 425 громкоговорителей для создания пространственного эффекта перемещения звука по всей площади павильона. Многие другие композиторы создавали подобные работы в тот период времени.

## Сферы применения
Технологии многоканального пространственного звучания могут использоваться при производстве самого разнообразного содержимого: музыки, речи, натуральных или искусственных звуков для кино, телевидения, радиовещания или компьютерных игр и приложений.
В музыкальных представлениях могут использоваться многоканальные технологии в концертных залах, на открытых площадках (стадионах и тп.), в музыкальных театрах и для целей вещания.
В кинематографе подобные технологии используются в кинотеатрах или дома (так называемый домашний кинотеатр).
Помимо киноиндустрии объёмный звук может применяться на выставках, постановках в театрах и образовательных целях.
Другая область применения включает игровые приставки, персональные компьютеры и другие платформы.

## Типы средств аудиовизуальной информации и технологии
Объёмный звук широко представлен на коммерческих носителях , таких как видеокассеты, DVD, и ТВСЧ-трансляций, где он кодируется как системами сжатия с потерями (Dolby Digital и DTS), так и форматами без потерь (DTS HD Master Audio и Dolby TrueHD на ТВЧ-трансляций, Blu-ray Disc и HD DVD), которые идентичны студийным мастер-записям.
Другие коммерческие форматы — это конкурирующие (и умирающие) DVD-Audio (DVD-A) и Super Audio CD (SACD), а также MP3 Surround.
Звуковое многоканальное сопровождение к кинофильмам имеют целые семейства форматов от двух крупных конкурирующих компаний: Digital Theater Systems Inc. — DTS и Dolby Laboratories Inc. — Dolby Digital и Dolby Atmos.
Sony Dynamic Digital Sound (SDDS) является 8-канальной кинотеатральной системой объёмного звука, которая имеет 5 независимых фронтальных звуковых каналов с двумя независимыми тыловыми каналами и канал низкочастотных эффектов.
В традиционной 7.1 системе пространственного звучания введены два дополнительных тыловых громкоговорителя по сравнению с предыдущей конфигурацией 5.1; в общей сложности формат 7.1 содержит четыре тыловых канала и три фронтальных канала, чтобы создать 360° звуковое поле.
Хотя большинство записей объёмного звучания создаются кинокомпаниями или производителями видеоигр, однако некоторые потребительские видеокамеры также имеют подобные возможности, встроенными микрофонами, либо подключаемыми дополнительно.
Технологии объёмного звука могут также использоваться в музыке, для получения новых методов художественного выражения.
Так, в 1967 году рок-группа «Pink Floyd» проводит первый в мире концерт с объёмным звуком в зале Queen Elizabeth Hall в Лондоне под названием «Games for May», где группа дебютирует c квадрофонической акустической системой, сделанной специально на заказ.
Также, после провала квадрофонических аудиоформатов в 1970-е годы, многоканальная музыка постепенно стала вновь популярна с 1999 года, благодаря SACD и DVD-Audio форматам. Теперь многие AV-ресиверы и компьютерные звуковые карты содержат интегральные цифровые сигнальные процессоры и / или цифровые аудиопроцессоры, для имитации объёмного звука от стереофонического источника.
В 2023 г. Samsung совместно с Google разработали технологии IAMF (Immersive Audio Model and Formats) для домашнего пространственного звука; технология является бесплатной и открытой

## Создание объёмного звука
Существует несколько путей создания объёмного звука:
- многоканальная стереофония (в том числе системы Surround Sound)
- бинауральная стереофония
- системы синтеза звукового поля вокруг слушателя

Первый и самый простейший метод — это использование микрофонных систем для пространственной звукозаписи и/или сведение объёмного звука для систем громкоговорителей, окружающих слушателя при воспроизведении звука с разных сторон.
Вторая технология — преобразование звука с учётом психоакустических методов локализации звука для моделирования двухмерного звукового поля при помощи наушников.
Третья технология, основанная на принципе Гюйгенса, представляет собой попытку восстановить записанное звуковое поле в пространстве помещения слушателя, в форме так называемой «голофонии» (holophony, см. Holophonics). Одна из систем, основанная на синтезе звукового поля (Wave field synthesis, WFS), воспроизводит виртуальное акустическое поле за счет акустического фронта, созданного системой распределённых на поверхности множества громкоговорителей. Коммерческие системы WFS, представленные в настоящее время на рынке компаниями Sonic emotion и Iosono, требуют большое количество громкоговорителей и значительные вычислительные мощности. 

Амбиофонические системы (Ambisonics), также основанные на принципе Гюйгенса, позволяют получить точное воссоздание звука в центральной точке, но менее точное при удалении от центра. 

Также, пространственное звучание может быть достигнуто с использованием цифровой обработки сигнала, изменением уровней из стереофонического источника звука, анализируя стереозапись на предмет положения отдельных звуков в панораме, затем смещая их, соответственно, в пятиканальном поле. Однако, лучших результатов можно достигнуть, если такое преобразование делается из квадрофонической записи.

## Канал низкочастотных эффектов
В связи с тем, что ухо плохо улавливает направление низкочастотных звуков, обычно их выделяют в отдельный канал, который обозначается как дополнительный «.1» канал, например, «5.1» или «7.1».
Канал низкочастотных эффектов изначально был разработан для передачи сверхнизких басовых кинематографических эффектов (в коммерческих сабвуферах иногда достигает 18 Гц, например, грохот грома или взрыва). Это позволило кинотеатрам контролировать громкость подобных эффектов в соответствии с передаваемой акустической средой конкретного кино и возможностями систем воспроизведения звука. Раздельный контроль басовых эффектов также позволил снизить интермодуляционные искажения в аналоговом звуковом сопровождении фильма.
В кинотеатрах канал низкочастотных эффектов был отдельно выделенным каналом, который подавался на один или несколько сабвуферов. Однако в домашних системах воспроизведения сабвуфер может и вовсе отсутствовать; так, современные декодеры и системы пространственного звука часто включают систему управления басом, что позволяет подать бас на любые громкоговорители (главные или низкочастотные), которые способны воспроизводить низкочастотные сигналы. Ключевой момент в том, что канал низкочастотных эффектов — это не «канал сабвуфера» — сабвуфера как такового может вовсе и не быть в системе, но если он есть, то его возможности гораздо больше, чем воспроизведение только эффектов[прояснить].
Некоторые звукозаписывающие компании, такие как Telarc и Chesky, утверждают, что каналы низкочастотных эффектов не нужны в современной цифровой многоканальной развлекательной системе. Они утверждают, что все доступные каналы имеют достаточно полный диапазон частот и, как таковой, нет никакой необходимости в канале низкочастотных эффектов для воспроизведения пространственной музыки, потому как все частоты доступны во всех основных каналах.

## Спецификации объёмного звука

Пример системы SDDS 5/2.1

В техническом описании объёмного звука следует разделять число отдельных каналов, закодированных в оригинальном сигнале, и число каналов, используемых для воспроизведения. С помощью матричного декодера количество каналов воспроизведения может быть изменено. Также следует отличать понятия: число воспроизводимых каналов и число громкоговорителей (каждый канал может быть направлен на группу громкоговорителей). Графически в технических описаниях правильно отображать число каналов, но не громкоговорителей.

### Система обозначений каналов звука (Формат громкоговорителей)
В системе обозначений, правильнее указывать конфигурацию каналов звука (громкоговорителей).
Например, 2.0 — стереопара без низкочастотного выделенного канала. (Общее количество каналов 2).
Обозначения, такие как 5.1, означают, что это 5 каналов с полным диапазоном частот и 1 канал с ограниченным диапазоном частот (канал низкочастотных эффектов). (Общее количество каналов 6).
Также применяют обозначение фронтальных полнодиапазонных каналов, отделенных косой чертой от остальных каналов окружения или боковых и отделенных точкой от каналов низкочастотных эффектов.
Например, система SDDS содержит 5 фронтальных каналов + 2 канала окружения + один низкочастотный = 5/2.1

### Идентификация каналов
Согласно ANSI/CEA-863-A
| Порядок каналов в многоканальном MP3/WAV/FLAC потоке | Порядок каналов в DTS/AAC потоке | Название канала         | Цветовая маркировка на ресиверах и звуковых кабелях акустических систем |
| ---------------------------------------------------- | -------------------------------- | ----------------------- | ----------------------------------------------------------------------- |
| 0                                                    | 1                                | Фронтальный левый       | Белый                                                                   |
| 1                                                    | 2                                | Фронтальный правый      | Красный                                                                 |
| 2                                                    | 0                                | Центральный             | Зелёный                                                                 |
| 3                                                    | 5                                | Низкочастотный          | Пурпурный                                                               |
| 4                                                    | 3                                | Окружной левый          | Голубой                                                                 |
| 5                                                    | 4                                | Окружной правый         | Серый                                                                   |
| 6                                                    | 6                                | Окружной тыловой левый  | Коричневый                                                              |
| 7                                                    | 7                                | Окружной тыловой правый | Хаки                                                                    |

| Фронтальный левый      | Центральный | Фронтальный правый      |
| Окружной левый         |             | Окружной правый         |
| Окружной тыловой левый |             | Окружной тыловой правый |
| Низкочастотный         |             |                         |

### Конфигурации каналов звука (громкоговорителей)
| Название канала                 | Идентификатор         | Индекс | Флаг    | 1.0 Моно* | 2.0 Стерео** | 2.1 Стерео** | 4.1 Объёмный | 4.0 Квадро | 4.1 | 5.1 | 5.1 Боковой*** | 6.1 | 7.1 Фронт. широкий | 7.1 Объёмный | 7.1 Фронт. верхний | 7.1 Центр. верхний | 7.1 Центр. над головой | 7.1 Тыловой объёмный | 9.1 Объёмный | 10.2 | 11.1 |
| ------------------------------- | --------------------- | ------ | ------- | --------- | ------------ | ------------ | ------------ | ---------- | --- | --- | -------------- | --- | ------------------ | ------------ | ------------------ | ------------------ | ---------------------- | -------------------- | ------------ | ---- | ---- |
| Фронтальный левый               | FRONT_LEFT            | 0      | 0x1     | Нет       | Да           | Да           | Да           | Да         | Да  | Да  | Да             | Да  | Да                 | Да           | Да                 | Да                 | Да                     | Да                   | Да           | Да   | Да   |
| Фронтальный правый              | FRONT_RIGHT           | 1      | 0x2     | Нет       | Да           | Да           | Да           | Да         | Да  | Да  | Да             | Да  | Да                 | Да           | Да                 | Да                 | Да                     | Да                   | Да           | Да   | Да   |
| Фронтальный центральный         | FRONT_CENTER          | 2      | 0x4     | Да        | Нет          | Нет          | Да           | Нет        | Нет | Да  | Да             | Да  | Да                 | Да           | Да                 | Да                 | Да                     | Да                   | Да           | Да   | Да   |
| Низкочастотный (Сабвуфер)       | LOW_FREQUENCY         | 3      | 0x8     | Нет       | Нет          | Да           | Да           | Нет        | Да  | Да  | Да             | Да  | Да                 | Да           | Да                 | Да                 | Да                     | Да                   | Да           | Да   | Да   |
| Тыловой левый                   | BACK_LEFT             | 4      | 0x10    | Нет       | Нет          | Нет          | Нет          | Да         | Да  | Да  | Нет            | Да  | Да                 | Да           | Да                 | Да                 | Да                     | Да                   | Да           | Да   | Да   |
| Тыловой правый                  | BACK_RIGHT            | 5      | 0x20    | Нет       | Нет          | Нет          | Нет          | Да         | Да  | Да  | Нет            | Да  | Да                 | Да           | Да                 | Да                 | Да                     | Да                   | Да           | Да   | Да   |
| Фронтальный слева от центра     | FRONT_LEFT_OF_CENTER  | 6      | 0x40    | Нет       | Нет          | Нет          | Нет          | Нет        | Нет | Нет | Нет            | Нет | Да                 | Нет          | Нет                | Нет                | Нет                    | Нет                  | Нет          | Да   | Да   |
| Фронтальный справа от центра    | FRONT_RIGHT_OF_CENTER | 7      | 0x80    | Нет       | Нет          | Нет          | Нет          | Нет        | Нет | Нет | Нет            | Нет | Да                 | Нет          | Нет                | Нет                | Нет                    | Нет                  | Нет          | Да   | Да   |
| Тыловой центральный             | BACK_CENTER           | 8      | 0x100   | Нет       | Нет          | Нет          | Да           | Нет        | Нет | Нет | Нет            | Да  | Нет                | Нет          | Нет                | Да                 | Да                     | Нет                  | Нет          | Да   | Нет  |
| Боковой левый                   | SIDE_LEFT             | 9      | 0x200   | Нет       | Нет          | Нет          | Нет          | Нет        | Нет | Нет | Да             | Нет | Нет                | Да           | Нет                | Нет                | Нет                    | Нет                  | Да           | Нет  | Нет  |
| Боковой правый                  | SIDE_RIGHT            | 10     | 0x400   | Нет       | Нет          | Нет          | Нет          | Нет        | Нет | Нет | Да             | Нет | Нет                | Да           | Нет                | Нет                | Нет                    | Нет                  | Да           | Нет  | Нет  |
| Верхний центральный             | TOP_CENTER            | 11     | 0x800   | Нет       | Нет          | Нет          | Нет          | Нет        | Нет | Нет | Нет            | Нет | Нет                | Нет          | Нет                | Нет                | Да                     | Нет                  | Нет          | Нет  | Нет  |
| Верхний фронтальный левый       | TOP_FRONT_LEFT        | 12     | 0x1000  | Нет       | Нет          | Нет          | Нет          | Нет        | Нет | Нет | Нет            | Нет | Нет                | Нет          | Да                 | Нет                | Нет                    | Нет                  | Да           | Да   | Да   |
| Верхний фронтальный центральный | TOP_FRONT_CENTER      | 13     | 0x2000  | Нет       | Нет          | Нет          | Нет          | Нет        | Нет | Нет | Нет            | Нет | Нет                | Нет          | Нет                | Да                 | Нет                    | Нет                  | Нет          | Нет  | Нет  |
| Верхний фронтальный правый      | TOP_FRONT_RIGHT       | 14     | 0x4000  | Нет       | Нет          | Нет          | Нет          | Нет        | Нет | Нет | Нет            | Нет | Нет                | Нет          | Да                 | Нет                | Нет                    | Нет                  | Да           | Да   | Да   |
| Верхний тыловой левый           | TOP_BACK_LEFT         | 15     | 0x8000  | Нет       | Нет          | Нет          | Нет          | Нет        | Нет | Нет | Нет            | Нет | Нет                | Нет          | Нет                | Нет                | Нет                    | Да                   | Нет          | Нет  | Да   |
| Верхний тыловой центральный     | TOP_BACK_CENTER       | 16     | 0x10000 | Нет       | Нет          | Нет          | Нет          | Нет        | Нет | Нет | Нет            | Нет | Нет                | Нет          | Нет                | Нет                | Нет                    | Нет                  | Нет          | Нет  | Нет  |
| Верхний тыловой правый          | TOP_BACK_RIGHT        | 17     | 0x20000 | Нет       | Нет          | Нет          | Нет          | Нет        | Нет | Нет | Нет            | Нет | Нет                | Нет          | Нет                | Нет                | Нет                    | Да                   | Нет          | Нет  | Да   |

Таблица показывает различные конфигурации громкоговорителей, используемые конечным потребителем на своем воспроизводящем оборудовании. Порядок и идентификаторы установлены для маски каналов в стандартном некомпрессированном WAV-файле (который содержит сырой ИКМ-поток) и используется для воспроизведения цифровым звуковым оборудованием, подключённом к ПК, согласно спецификациям. При этом медиаплеер и звуковая плата должны поддерживать многоканальный звуковой цифровой поток.
(*) Исторически сложилось, что при использовании (1.0) моно звука часто задействуют для этого левый (первый) канал вместо центрального. В большинстве случаев при проигрывании многоканального содержимого на устройстве с одним громкоговорителем, звук смешивается (микшируется) по особому алгоритму со всех каналов в один.
(**) Стерео (2.0) по-прежнему наиболее распространенный формат для музыки, телевидения, портативных аудиоплееров. Формат громкоговорителей 2.1 — не имеет отдельного выделенного низкочастотного канала, а формирование сигнала для сабвуфера производится путём выделения и смешения низкочастотного звука из стереопотока.
(***) Это корректное расположение громкоговорителей для системы «5.1» для воспроизведения звука Dolby и DTS форматов.